# Список эпизодов мультсериала «Дарья»
Это полный список серий мультипликационного сериала «Дарья».

## Обзор серий
| Сезон          | Серии          | Серии          | Даты показа       | Даты показа       |
| Сезон          | Серии          | Серии          | Первая серия      | Последняя серия   |
| -------------- | -------------- | -------------- | ----------------- | ----------------- |
| Пилотная серия | Пилотная серия | Пилотная серия | серия не показана | серия не показана |
| 1              | 13             | 13             | 3 марта 1997      | 21 июля 1997      |
| 2              | 13             | 13             | 16 февраля 1998   | 3 августа 1998    |
| 3              | 13             | 13             | 17 февраля 1999   | 18 августа 1999   |
| 4              | 13             | 13             | 25 февраля 2000   | 2 августа 2000    |
| 5              | 13             | 13             | 19 февраля 2001   | 25 июня 2001      |
| Фильмы         | 2              | 2              | 27 августа 2000   | 21 января 2002    |

## Эпизоды

### Пилотная серия (не выходила на экраны)
| Название | Автор сценария            | Дата премьеры     |
| --- | ------------------------- | ----------------- |
| «Запечатано пинком» «Sealed with a Kick» | Сэм Джонсон и Крис Марсил | серия не показана |
| Дарья занимает у Кевина карандаш, и Кевин решает, что она пытается с ним заигрывать. После того как он начинает её этим донимать, Дарья мстит Кевину, прикидываясь, что он ей нравится, добивается того, что он ссорится с Бритни и после этого даёт ему от ворот поворот. Довершает дело Квин, загнав Кевина под каблук. В этой серии образ Дарьи ещё не доведён до окончательного: в заставках у неё ужасная зубастая улыбка, а в целом она изображена намного привлекательнее, чем в самом сериале. Да и вообще «женскими чарами» она в сериале не пользуется, в отличие от пилотной серии. В DVD-версии серия предварена закадровым звуковым роликом, в котором Бивис и Баттхед дразнят Дарью, после чего раздаются удары металлическим предметом и отчаянные вопли Бивиса и Баттхеда. |                           |                   |

### Первый сезон (1997)
В России официально не вещался. Значительно отличается от других сезонов тем, что Дарья показана в нём неким «серым кардиналом», манипулирующим окружающими при помощи интеллектуального превосходства — иногда до «мультяшности» гипертрофированно, что роднит первый сезон с сериалом «Бивис и Баттхед».
| № общий | № в сезоне | Название                                         | Режиссёр                                    | Автор сценария                  | Дата премьеры  | Произв. код |
| --- | ---------- | ------------------------------------------------ | ------------------------------------------- | ------------------------------- | -------------- | ----------- |
| 1 | 1          | «Самоценители» «Esteemsters»                     | Кен Киммелман и Пол Спарагано               | Гленн Эйхлер                    | 3 марта 1997   | 101         |
| Семья Моргендорфферов переезжает в Лондейл. В новой школе Квин отказалась признать Дарью сестрой, а Дарья, поиздевавшись над школьным психологом, попадает на школьный курс повышения самооценки, где знакомится с Джейн Лейн. Дарья подговаривает Джейн сдать выпускной тест и покинуть курс досрочно. Их приглашают выступить на организованном преподавателем этого класса О’Нилом шоу в честь их «успеха», Джейн своей речью дискредитирует идею этого курса как такового, а Дарья мстит Квин за пренебрежение к себе, поставив её в глупое положение перед всей школой. |            |                                                  |                                             |                                 |                |             |
| 2 | 2          | «Приглашение» «The Invitation»                   | Карен Дишер                                 | Энн Д. Бернштейн                | 10 марта 1997  | 102         |
| В благодарность за помощь в школе Бриттани приглашает Дарью на вечеринку, и та ухитряется провести туда свою подругу Джейн, нейтрализовав охранника её учебными рисунками обнажённой натуры. Их присутствие постепенно превращает «гламурную» вечеринку для «избранно популярных» в кавардак, закончившийся приездом полиции. Шокированные родители приезжают за детьми, но забрать их оказывается не слишком просто: шлагбаум на въезде контролируют заместившие охранника Дарья и Джейн. |            |                                                  |                                             |                                 |                |             |
| 3 | 3          | «В поисках колледжа» «College Bored»             | Маргарет Рутерфорд                          | Сэм Джонсон и Крис Марсел       | 17 марта 1997  | 103         |
| Моргендорфферы посещают колледж Мидлтауна, альма матер Джейка и Хелен. Родители пытаются общаться со студентами, как в молодости, Квин завоёвывает поклонников, а Дарья организует бизнес по написанию рефератов лентяям, показав, что её познания выходят далеко за круг школьной программы. Мать запрещает Дарье зарабатывать на помощи мошенникам, и оскорбляется ответом дочери, считающей её собственную работу адвоката основанной на тех же принципах. |            |                                                  |                                             |                                 |                |             |
| 4 | 4          | «Кафе разрушено» «Cafe Disaffecto»               | Эрик Фогель                                 | Гленн Эйхлер                    | 24 марта 1997  | 104         |
| Дарья случайно подаёт идею нового школьного кафе, и против своей воли вынуждена участвовать в его создании, чтобы получить зачёт за общественную работу. Вместе с Джейн они продают шоколадки и встречают диабетичку миссис Йохансен, готовую купить все шоколадки втридорога, но отказываются от продажи, опасаясь за её жизнь. После этого единственный шанс для Дарьи получить зачёт — выступить перед посетителями. На открытии кафе Дарья зачитывает свою новую кровавую антикоммунистическую шпионскую новеллу, что приводит к стихийному антикоммунистическому погрому и немедленному запрету кафе. |            |                                                  |                                             |                                 |                |             |
| 5 | 5          | «Гипермаркированные» «Malled»                    | Кен Киммелман и Пол Спарагано               | Нина Бебер                      | 31 марта 1997  | 105         |
| В качестве занятия по экономике класс Дарьи и Джейн отправляется в «гипермаркет тысячелетия», чтобы узнать об экономике гипермаркетов. Там девушки разоблачают тайное маркетинговое исследование над ними и получают в компенсацию купоны на 20 долларов, встречают прогульщицу Квин (Дарья охотно шантажирует её, заставляя месяц вести себя дома как паинька), пытаются сделать со своими купонами хоть что-то полезное, в результате чего Джейн ухитряется выбить из парикмахерской двадцатку наличными, а Дарья, к своему ужасу, становится лицом магазина весёлых безделушек. |            |                                                  |                                             |                                 |                |             |
| 6 | 6          | «Модель года» «This Year’s Model»                | Карен Дишер                                 | Гленн Эйхлер и Лаура Кайтлингер | 7 апреля 1997  | 106         |
| В школу приезжает модельное агентство Amazon в поисках будущих юных моделей. Дарья и Джейн пытаются не дать миру моды задурить детям голову, но их силы слабы против финансовых интересов школы. Тогда Дарья при помощи пранк-переписки организует приход в школу вербовщиков в частную военную компанию. Хедхантеры «Амазона» Клод и Романика выдворяются вон из школьных стен, а попустительствующая «аморалке» директриса попадает на экраны не в лучшем свете. |            |                                                  |                                             |                                 |                |             |
| 7 | 7          | «Печальный эксперимент» «The Lab Brat»           | Крис Прайноски                              | Пегги Николль                   | 14 апреля 1997 | 107         |
| Дарью поставили работать над научным проектом по биологии вместе с Кевином, и, чтобы тот не мешался, она отвлекает его футболом по телевизору. Это вызывает у Бритни, которую поставили в пару к Тошнотику, подозрения, что Моргендорфферы собираются отбить у неё Кевина. Бритни пытается отомстить Дарье, и, чтобы сорвать её работу, похищает мышь, обучение которой исследуется Дарьей. Дарья спасает положение благодаря своей сообразительности. |            |                                                  |                                             |                                 |                |             |
| 8 | 8          | «Замена няни» «Pinch Sitter»                     | Карен Дишер                                 | Энн Д. Бернштейн                | 9 июня 1997    | 108         |
| Дарья присматривает за детьми вместо Квин, и пишет рассказ о своём опыте. Она умирает от скуки, поскольку дети оказываются «зомбированными» жёсткими религиозными принципами родителей, но вместе с пришедшей на помощь подругой Джейн Дарья ломает их стереотипы и приучает нарушать установленные родителями правила. |            |                                                  |                                             |                                 |                |             |
| 9 | 9          | «Слишком красивая» «Too Cute»                    | Эрик Фогель                                 | Ларри Дойл                      | 16 июня 1997   | 109         |
| Одна из школьниц делает пластическую операцию на носу, что вызывает цепную реакцию у Квин и остальных членов «модного клуба». В клинике Квин и Дарье предлагают комплекс операций на сумму в несколько тысяч долларов. Дарья, как может, пытается спасти сестру от безумия, но уговоры не действуют, пока у «красавиц» не начинаются проблемы из-за сделанных операций. |            |                                                  |                                             |                                 |                |             |
| 10 | 10         | «Казённый дом» «The Big House»                   | Карен Дишер                                 | Сэм Джонсон и Крис Марсил       | 30 июня 1997   | 110         |
| Дарья и Квин пойманы с поличным за слишком позднее возвращение домой, родители ужесточают семейные правила и приговаривают детей месячному к домашнему затворничеству. Однако родители не учли, насколько сложной может оказаться их совместная жизнь с послушно скучающей дома Дарьей, и вынуждены были прибегнуть к условно-досрочному освобождению. |            |                                                  |                                             |                                 |                |             |
| 11 | 11         | «Беспокойный путь» «Road Worrier»                | Эрик Фогель                                 | Энн Д. Бернштейн                | 7 июля 1997    | 111         |
| Дарья вместе с Джейн, Трентом и Джесси едут на фестиваль альтернативного рока. Ради поездки Дарья переодевается в джинсы и футболку. В дороге Дарью преследуют неприятности, но в общении с Трентом ей начинает казаться, что у них есть общие интересы, одинаковая боязнь бесцельно прожить жизнь. Доехать вовремя компания не успевает и возвращается несолоно хлебавши, если не считать приятно проведённого вместе времени. |            |                                                  |                                             |                                 |                |             |
| 12 | 12         | «Учение дона Джейка» «The Teachings of Don Jake» | Карен Дишер                                 | Гленн Эйхлер                    | 14 июля 1997   | 112         |
| Джейк, отец Дарьи, чтобы успокоить нервы из-за больших расходов, ведёт семью в поход на природу, а Джейн и Трент едут на встречу семьи Лейнов. Из-за неопытности Джейка семья наедаются психотропных ягод, благодаря которым проявляются все их страхи и нерешённые проблемы. Дома спасённого благодаря благоразумию Дарьи отца ждёт новый нервный срыв из-за счёта за вертолёт спасателей. Джейн и Трент так же вынуждены бежать с собрания Лейнов. |            |                                                  |                                             |                                 |                |             |
| 13 | 13         | «Мученица» «The Misery Chick»                    | Карен Хайден, Пол Спарагано и Мачи Тантилло | Гленн Эйхлер                    | 21 июля 1997   | 113         |
| После того, как известный квоттербек школы Томми Шерман умирает в результате несчастного случая, все обращаются к Дарье за советом как «к самой мрачной и несчастной девушке в школе». Джейн поясняет Дарье, что на самом деле под этим подразумевается способность Дарьи думать, в том числе и над очень серьёзными вещами, необходимость в чём все ощутили в тот момент, когда что-то значительное вырвало их из «бездумно-безоблачного растительного существования». Дарья жалуется Джейн, что ей скоро потребуется обзавестись кушеткой психотерапевта, и после обращения к ней с одним особенно нелепым случаем душевных страданий требует за консультацию деньги и даёт возмутительно простой совет. Практически, в этой серии показано некое становление авторитета Дарьи, которая становится известной и уважаемой — линия, которая была тут же оборвана с резким поворотом дальнейшего сюжета. |            |                                                  |                                             |                                 |                |             |

### Второй сезон (1998)
| № общий | № в сезоне | Название                                             | Режиссёр                               | Автор сценария            | Дата премьеры   | Произв. код |
| --- | ---------- | ---------------------------------------------------- | -------------------------------------- | ------------------------- | --------------- | ----------- |
| 14 | 1          | «Искусство и невежество» «Arts ’N Crass»             | Карен Дишер                            | Гленн Эйхлер              | 16 февраля 1998 | 201         |
| Дарья и Джейн вынуждены делать плакат на конкурс, но придуманный Дарьей текст не нравится дирекции. Администрация школы переделывает текст плаката на позитивный, и выставляет его вопреки требованиям авторов. Тогда девушки портят его прямо на выставке. Мать Дарьи, как адвокат, защитила дочь от директора школы, пригрозив ей судебным преследованием за нарушение авторских прав. |            |                                                      |                                        |                           |                 |             |
| 15 | 2          | «Дарья охотница» «The Daria Hunter»                  | Эрик Фогель                            | Пегги Николль             | 23 февраля 1998 | 202         |
| Школа в рамках урока истории несправедливых войн выезжает на пейнтбол, прихватив с собой родителей учеников. Все мокнут под дождём и мучаются, Дарья и Джейн быстро устраивают свою «смерть» и, освободившись, едут смотреть музей белой акулы, Модный Клуб поголовно ссорится и устраивает перестрелку друг с другом, взрослые вываливают друг на друга свои нерешённые проблемы, а миссис Барч вдруг простила учителя литературы О’Нила за то, что он мужчина, и воспылала к нему страстью прямо в палатке. |            |                                                      |                                        |                           |                 |             |
| 16 | 3          | «Квин ботан» «Quinn the Brain»                       | Сью Перротто                           | Рейчел Липман             | 2 марта 1998    | 203         |
| Квин, чтобы не остаться на второй год, вынуждена писать сочинение самостоятельно, не нанимая для этого, как обычно, Дарью. Искреннее чувство досады Квин вылилось в столь великолепное сочинение, что её стали ставить в пример, она становится независимой, отторгается от Модного Клуба, начинает интересоваться философией, на короткое время становится местной законодательницей мод. Вытесненная из ниши «ботана» Дарья страдает, чувствуя себя «никем». Не желая для контраста с сестрой становиться «суперботаном», Дарья временно меняет свой имидж на гламурную красотку и подговаривает поклонников Квин, так же недовольных новым статусом их пассии, изобразить интерес к ней, к Дарье. Ошарашенная Квин обещала Дарье стать прежней и постаралась уверить подруг, что никогда не писала сочинений сама. |            |                                                      |                                        |                           |                 |             |
| 17 | 4          | «Ни за что» «I Don’t»                                | Тони Клак                              | Питер Гаффни              | 9 марта 1998    | 204         |
| Сестра Хелен, Рита, устраивает очень богатую свадьбу своей дочери. Дарья и Квин отправляются туда в качестве подружек невесты. На свадьбе Дарья знакомится с другой сестрой матери, Эми, очень похожей по характеру на повзрослевшую Дарью, и сбегает с ней в кафе. Тем временем Хелен напивается и устраивает разборки со своей сестрой Ритой, похожей на повзрослевшую Квин. Разборки доходят до массовой драки и погрома с приездом полиции, но в итоге сёстры примиряются между собой. |            |                                                      |                                        |                           |                 |             |
| 18 | 5          | «Не оглядывайся назад» «That Was Then, This Is Dumb» | Сью Перротто                           | Энн Д. Бернштейн          | 16 марта 1998   | 205         |
| В гости к Моргендорфферам заезжают друзья хипповской молодости Джейка и Хелен. Дарья, Джейн, Трент и Джесси решают продать старые грампластинки, которые по словам Трента "дали предки" на блошином рынке. В итоге они встречают Тошнотика, который отвлекается с мистером ДеМартино на мужские журналы, а пластинки разворованы. Дома у Моргендорфферов выясняется, что друзья Джейка и Хелен ненавидят собственный быт. |            |                                                      |                                        |                           |                 |             |
| 19 | 6          | «Монстр» «Monster»                                   | Эрик Фогель                            | Нина Бебер                | 23 марта 1998   | 206         |
| Дарья и Джейн снимают в качестве домашнего задания «реалити-шоу» про Квин. Задавшись целью показать её самовлюбленной, эгоистичной, ограниченной нарцисской, Дарья настолько преуспела, что в последний момент, пересматривая ролик, не выдержала и перемонтировала его, пожалев сестру. |            |                                                      |                                        |                           |                 |             |
| 20 | 7          | «Новичок» «The New Kid»                              | Тони Клак                              | Сэм Джонсон и Крис Марсил | 30 марта 1998   | 207         |
| В классе появился новичок — Тедд Де Витт-Клинтон. Родители дали ему прекрасное домашнее образование, но фанатически старались изолировать его от всех соблазнов американского общества потребления. Работая с ним над школьной газетой, Дарья сначала находит в нём родственную душу, но после того как она знакомит его с компьютерными играми и прочими «соблазнами», он, благодаря своим разносторонним физическим умениям, становится популярным у одноклассников, совершенно забывая про Дарью. Кроме того, Дарья лишается обещанного родителями софта для создания веб-страниц, который достаётся Квин, и когда та начинает хвастаться популярностью сделанной для ней модной страницы, Дарья не выдерживает и бьёт её.                                                                                         |            |                                                      |                                        |                           |                 |             |
| 21 | 8          | «Особо одарённая» «Gifted»                           | Карен Дишер, Эрик Фогель и Тони Клак   | Пегги Николль             | 29 июня 1998    | 208         |
| Две лучшие ученицы, Дарья и Джоди Лэндон, получают приглашение в престижную школу, обещающую великолепное образование и знакомства в кругах будущих лидеров бизнеса и политики. К разочарованию Дарьи, школа готовит умных, но аморальных самовлюблённых «мажоров», готовых растерзать каждого, кто не соответствует их стандартам. Дарья шокирует присутствующих, заявив, что её цель — не проснуться в сорок лет с пониманием, что ошиблась в выборе дела жизни. Между Дарьей и Джоди происходит откровенный разговор, где Джоди признаётся, что ей не нравится постоянно разыгрывать роль «образцового афроамериканского подростка». К удивлению родителей, обе девушки решительно отказываются перейти в новую школу.                                                                                             |            |                                                      |                                        |                           |                 |             |
| 22 | 9          | «Зараза» «Ill»                                       | Сью Перротто                           | Питер Гаффни              | 6 июля 1998     | 209         |
| Дарья попадает в больницу из-за неизвестного кожного заболевания, ведущего к покраснению в виде сыпи шеи и лица. Перебрав все мыслимые и немыслимые аллергены, врач приходит к выводу, что заболевание имеет психосоматическую природу (то есть проявляется «на нервной почве»). Действительно, Дарья просто влюблена в Трента и всякая мысль о том, чтобы оказаться рядом, приводит к тому, что она нервничает и покрывается красной сыпью. |            |                                                      |                                        |                           |                 |             |
| 23 | 10         | «Ярмарка тщеславия» «Fair Enough»                    | Карен Дишер, Тони Клак и Сью Перротто  | Пегги Николль             | 13 июля 1998    | 210         |
| В библиотеке обваливается крыша. Чтобы собрать средства на ремонт, школа проводит «средневековую ярмарку». Квин побеждает в отборе актрис и должна играть на сцене в паре с Кевином, но ревнивая Бритни и завистливые подруги и одноклассники делают все, чтобы она провалилась, и делают это вполне успешно. Джейк, помня, как в юности смеялись над его театральным провалом, взбешён насмешками над дочерью и устраивает драку со зрителями. |            |                                                      |                                        |                           |                 |             |
| 24 | 11         | «Беги, Джейн, беги» «See Jane Run»                   | Эрик Фогель, Тони Клак и Сью Перротто  | Rachelle Romberg          | 20 июля 1998    | 211         |
| Дарья и Джейн не любят уроки физкультуры, но Джейн, ранее бегавшая лишь для удовольствия, заинтересовалась одним из спортсменов и записалась в секцию. Оказалось, она великолепная бегунья. За это ей зачли математику, позволили бездельничать на физкультуре, она по-новому реализовала себя, но у неё стало не хватать времени на подругу. Дарья ревнует, говорит, что подруга продалась, происходит ссора. Нравящийся Джейн спортсмен предлагает бросить Дарью, но Джейн оскорбляется за подругу и бросает секцию. Учитель пытается шантажировать Джейн, но она грозит разоблачить фальшивые оценки спортсменам, и её оставляют в покое. Подруги теперь вынуждены на уроках физкультуры упражняться в презираемом ими черлидинге, но им приносит удовлетворение, что они снова честны перед собой.                |            |                                                      |                                        |                           |                 |             |
| 25 | 12         | «Пирсинг» «Pierce Me»                                | Тони Клак                              | Нина Бебер                | 27 июля 1998    | 212         |
| Квин с матерью выходят на подиум в рамках подросткового показа «Мать и дочь». Квин, вообразив себя моделью, зацикливается на этом шоу, долго готовится, изматывает мать, но Хелен на подиуме падает и роняет дочь. Происходит феерический скандал. Тем временем Дарья, гуляя с Трентом в поисках подарка для Джейн, под его долгими уговорами делает пирсинг пупка и возвращается домой с довольно сексуальным колечком. Квин, срывая злобу на сестре, рассказывает родителям о «неприличном поступке» Дарьи и выставляет себя полной идиоткой: Дарья за день до этого имела неосторожность снять колечко на ночь и к утру от прокола не было и следа. Предъявив заживший живот «к обыску», Дарья делает непонимающее лицо и уходит спать, наслаждаясь эффектом.                                                      |            |                                                      |                                        |                           |                 |             |
| 26 | 13         | «История её жизни» «Write Where It Hurts»            | Карен Хайден, Гай Мур и Глория Депонте | Гленн Эйхлер              | 3 августа 1998  | 213         |
| На уроке, где изучалась идея Джона Гарднера о важности морали в литературном произведении, Дарья получает от О’Нила особое задание: вместо чтения книг самой написать демонстрирующий это рассказ об окружающих её людях. Но Дарья обнаруживает, что, несмотря на хороший слог и воображение, ей не хватает жизненного опыта, чтобы показать правду жизни. Перебрав массу вариантов, местами глупых, местами забавных и комичных, она пишет трогательный рассказ о будущем своей семьи, показав в хорошем свете и выросшую сестру, и постаревшего отца. Растроганная до слёз мать приводит Дарью своей реакцией в шок, но, тем не менее, задание выполнено. |            |                                                      |                                        |                           |                 |             |

### Третий сезон (1999)
| № общий | № в сезоне | Название                                                      | Режиссёр                                 | Автор сценария              | Дата премьеры   | Произв. код |
| --- | ---------- | ------------------------------------------------------------- | ---------------------------------------- | --------------------------- | --------------- | ----------- |
| 27 | 1          | «Дарья!» «Daria!»                                             | Карен Дишер                              | Гленн Эйхлер и Питер Элуэлл | 17 февраля 1999 | 307         |
| Мюзикл, совершенно выбивающийся из основной линии сериала. В прекрасный день, когда все танцуют и поют, даже совершенно не музыкальная, с гнусавым голосом Джейн и нанавидящая танцы Дарья, на город надвигается ураган (вероятно, названый «Дарья»). Все боятся гибели, делают предсмертные признания, и даже Хелен на какое-то время бросает работу и едет домой. Дарья и Джейн предвкушают возможность посмотреть разрушения, но оказываются запертыми на крыше школы вместе с Кевином и Бритни. Дарья боится, что если она умрёт вместе с ними, о ней не вспомнят. Узнав, что Дарья и Джейн пропали, им на помощь, «как мужчины», прямо во время урагана спешат Джейк и Трент, но попадают в аварию у дома. Ураган между тем кончается без всякого вреда, лишь поломав немного веток. |            |                                                               |                                          |                             |                 |             |
| 28 | 2          | «Сквозь тусклые линзы» «Through a Lens Darkly»                | Гай Мур                                  | Гленн Эйхлер                | 24 февраля 1999 | 301         |
| После неудачного урока по вождению Дарья соглашается носить контактные линзы, и это ставит перед ней вопрос о том, чего она хочет от своей внешности. Некоторые одноклассники, наоборот, начинают носить очки, потому что им нравится выглядеть умными. В конце-концов Дарья обнаруживает, что в линзах ей неудобно, и возвращается к очкам. |            |                                                               |                                          |                             |                 |             |
| 29 | 3          | «Старые и красивые» «The Old and the Beautiful»               | Глория Депонте                           | Рейчел Ромберг              | 3 марта 1999    | 302         |
| Во время Недели Добровольной Помощи Дарья, Кевин и Бритни организуют чтение для пожилых людей. Оказывается, Бритни и Кевин популярнее Дарьи даже в этом, чтение Дарьи смогла выдержать лишь глухая старушка. Модный клуб тем временем решает собирать одежду для бедных, но только «модную». |            |                                                               |                                          |                             |                 |             |
| 30 | 4          | «Праздники приходят не по расписанию» «Depth Takes a Holiday» | Тони Клак                                | Сэм Джонсон и Крис Марсил   | 10 марта 1999   | 303         |
| Юмористическая сказка в стиле обычного шутливого творчества самой Дарьи (наподобие Джейн, воровавшей Кевина у Бритни в «Пиши о наболевшем» (англ. «Write where it hurts»), совершенно несовместимая с основным сериалом. Дарья встречает Купидона и Лепрекона, которые просят помочь вернуть обратно на Остров Праздников их товарищей, духов Рождества, Хеллоуина и Гая Фокса, решивших бросить всё и заняться музыкой. В подтверждение своих слов Купидон заставляет Дарью признать, что любит Трента, и возвращает страсть в отношения родителей Дарьи. Но Дарья не любит праздники и ненавидит связанную с этим коммерцию, и её не трогает беспокойство Квин, которая не спит и прилагает все силы, чтобы помешать вновь влюблённым родителям зачать нового ребёнка. Она передумала лишь когда беглые праздники устроили прямо у неё дома коммуну, и для их возвращения организовала им и Тренту концерт. |            |                                                               |                                          |                             |                 |             |
| 31 | 5          | «Дискотека Дарьи» «Daria Dance Party»                         | Гай Мур                                  | Пегги Николль               | 17 марта 1999   | 304         |
| Квин должна организовать дискотеку. Она получает от школы 1000 долларов на расходы по организации, но модный клуб вместо обещанной помощи организует альтернативную вечеринку. Тогда Квин просит помощи у Джейн. Джейн оформляет зал в стиле «памяти Джексона Поллока», что имеет успех, но все лавры достаются Квин. Бритни и Кевин ссорятся, но не могут расстаться окончательно. Джейн и Дарья знакомятся с двумя парнями, которые кажутся им «очень ничего», но они оказались братьями Тошнотика. |            |                                                               |                                          |                             |                 |             |
| 32 | 6          | «Потерянные девочки» «The Lost Girls»                         | Глория Депонте                           | Нина Бебер                  | 24 марта 1999   | 305         |
| Вэл, тридцати-с-чем-то летняя редакторша журнала для подростков, приезжает в Лондейл, прочитав сочинение Дарьи. Дарья растаптывает её настолько, что та разражается гневной статьей о том, «какие бывают мерзкие девушки». Дарью статья приводит в восторг: владелица сверхпопулярного журнала с миллионными тиражами этим практически признала, что её юная и никому не известная противница Дарья находится с ней в одной «весовой категории». |            |                                                               |                                          |                             |                 |             |
| 33 | 7          | «Волшебный мир орехов» «It Happened One Nut»                  | Джоуи Альбум                             | Рейчел Липман               | 7 июля 1999     | 306         |
| Дарье по результатам тестирования рекомендовано работать гробовщиком. Испуганные родители устраивают Квин и Дарью на работу в гипермаркете. Дарья работает продавцом орехов, а Квин в зоомагазине. Несмотря на нежелание смеяться, добросовестная Дарья оказывается лучшим продавцом, но она стыдится своей работы. Джейн выручает её, сказав Хелен, что её дочь работает в кладовке, и та решает спасти дочь от половой дискриминации. |            |                                                               |                                          |                             |                 |             |
| 34 | 8          | «Отверженные Лейны» «Lane Miserables»                         | Гай Мур                                  | Энн Д. Бернштейн            | 14 июля 1999    | 308         |
| Вся семья Лейнов приезжает домой, вынуждая Трента и Джейн временно переселиться к Дарье. Дарья узнаёт о том, что у Трента есть девушка, «которую он всё никак не может бросить», и одновременно понимает невозможность совместной жизни с ним как с лентяем. Мать семейства Лейнов не выдерживает плодов культивируемого ею самой «свободного воспитания» и вынуждена вмешаться, что разгоняет детей обратно по домам. |            |                                                               |                                          |                             |                 |             |
| 35 | 9          | «Джейк-сердечник» «Jake of Hearts»                            | Глория Депонте                           | Дэн Веббер                  | 21 июля 1999    | 309         |
| В школе «зажигают» два надоедливых диджея с местной радиостанции, и Дарья пытается от них отвязаться. У Джейка сердечный приступ, и к нему приезжает его мать. |            |                                                               |                                          |                             |                 |             |
| 36 | 10         | «Без тормозов» «Speedtrapped»                                 | Джоуи Альбум                             | Сэм Джонсон и Крис Марсил   | 28 июля 1999    | 310         |
| Дарья получила права. По просьбе Джейн она вместе с Квин едет в соседний город, чтобы вытащить подругу с Трентом и «Мистическую спираль» из-под ареста за нарушение правил вождения. По дороге Квин отдаёт все деньги, которые были предназначены для уплаты штрафа, попутчику — неизвестному кантри-музыканту. Сочетая обаяние Квин и ум Дарьи, девушки уговаривают других кантри-музыкантов пожертвовать им нужную сумму. Впрочем, таланты обоих Лейнов оказались столь востребованы, что их выпускают без выкупа. По дороге обратно Дарья, чтобы показать Квин свою решительность, прибавляет скорость при виде вновь голосующего на дороге обманщика сестры, но тот успевает отпрыгнуть с пути её машины. |            |                                                               |                                          |                             |                 |             |
| 37 | 11         | «Лоундейлские материалы» «The Lawndale File»                  | Гай Мур                                  | Питер Элуэлл                | 4 августа 1999  | 311         |
| Правительственные агенты посещают школу, призывают к бдительности в поиске «подозрительных» людей и арестовывают мистера ДеМартино. Мистер О`Нил в разговоре с Дарьей и Джейн вспоминает о временах маккартизма с поисками коммунистов под кроватью, в результате возникает слух, что подруги — «атомные коммунисты». За ними начинают следить. Дарья и Джейн начинают замечать странности в манере одеваться Квин и музыке Трента. Выясняется, что агенты искали нелегальных эмигрантов, прочие странности тоже нашли своё объяснение. Дарье удаётся успокоить отца, что она не коммунистка, поскольку она любит деньги и постоянно старается их у него вытянуть. |            |                                                               |                                          |                             |                 |             |
| 38 | 12         | «Просто добавь воды» «Just Add Water»                         | Глория Депонте и Тони Клак               | Пегги Николль               | 11 августа 1999 | 312         |
| Школа устраивает пароходный казино-круиз. Демартино страдает от игромании, Джейк ищет клиентов, Квин беспокоится о том, что её свидание сорвалось и становится объектом травли «модного клуба». Дарья и Джейн стараются немного поспать, так как всю ночь смотрели марафон передачи «Больной, безумный мир», и мимоходом защищают Квин от издевательств подруг. Из-за пьяного капитана судно терпит крушение, но всё обходится благополучно. |            |                                                               |                                          |                             |                 |             |
| 39 | 13         | «Пара для Джейн» «Jane’s Addition»                            | Джоуи Альбум, Аарон Огенблик и Тони Клак | Гленн Эйхлер                | 18 августа 1999 | 313         |
| Джейн начинает встречаться с очень умным и обаятельным парнем Томом. Дарья думает, что он может разрушить её отношения с Джейн и начинает проявлять ревность, а он в ответ старается уверить Дарью, что совсем не плохой парень и не хочет мешать их дружбе. |            |                                                               |                                          |                             |                 |             |

### Четвёртый сезон (2000)
| № общий | № в сезоне | Название                                             | Режиссёр                          | Автор сценария    | Дата премьеры   | Произв. код |
| --- | ---------- | ---------------------------------------------------- | --------------------------------- | ----------------- | --------------- | ----------- |
| 40 | 1          | «Партнёрские претензии» «Partner’s Complaint»        | Карен Дишер                       | Гленн Эйхлер      | 25 февраля 2000 | 401         |
| Поругавшись с Джейн на ровном месте, Дарья становятся партнёром Джоди в школьном проекте по бюджетированию, Джейн и Бритни тоже объединяются в команду. В результате девушки в очередной раз убеждаются в том, что старых друзей ничто не заменит, а совместная работа с Джоди даёт Дарье повод задуматься о границе, за которой принципиальность переходит в бессмысленную упёртость и над тем, не переходит ли она эту границу иногда. |            |                                                      |                                   |                   |                 |             |
| 41 | 2          | «Альпинисты-изгои» «Antisocial Climbers»             | Тони Клак                         | Джилл Каргерман   | 3 марта 2000    | 402         |
| Мистер О’Нил ведёт группу школьников в горы. Квин берёт с собой слишком много вещей, в результате чего её поклонники выбрасывают тяжёлую еду и срывают поездку, а мисс Ли заботится не о безопасности учеников, а о хорошем имидже поездки. Тем временем Джейк и Хелен проводят выходные в лесном домике неподалёку, пытаясь восстановить былые отношения, и, конечно, ушедшие от группы Дарья, Джейн и Демартино нарушают их уединение. В этой серии можно видеть, что Дарья более крепкая и выносливая, чем может показаться по её образу жизни. |            |                                                      |                                   |                   |                 |             |
| 42 | 3          | «Росло в Лондейле дерево» «A Tree Grows in Lawndale» | Пат Смит                          | Питер Элуэлл      | 10 марта 2000   | 403         |
| Кевин, увлёкшись бунтарским имиджем, разбивается на мотоцикле, одновременно сломав дерево памяти Томми Шермана, и больше не может играть. Его команда начинает проигрывать, весь город начинают бояться, что они получат репутацию неудачников, а модный клуб начинает бояться привидения Шермана. Кевин находит себя как лектор по безопасности жизнедеятельности. Всё возвращается в норму, когда Кевин отбрасывает костыли и возвращается в команду, а Бритни сажает его костыль на место прежнего дерева, и тот мгновенно прорастает. |            |                                                      |                                   |                   |                 |             |
| 43 | 4          | «Она прохрапела убийство» «Murder, She Snored»       | Гай Мур                           | Пегги Николль     | 17 марта 2000   | 404         |
| Класс, и особенно Кевин и Джейн подозрительно хорошо написали тест. Кевина подозревают, что он украл вопросы, если он не признаётся, весь класс ждёт аннулирование результатов, для Джейн это катастрофа. Дарье снится, что Кевина убили, а она — главная подозреваемая, и она расследует это убийство, чему в основном и посвящена серия. Выясняется, что к убийству причастна чуть ли не вся школа. Утром сон частично сбывается — Кевин, конечно, жив, но досталось ему за его проделку изрядно. |            |                                                      |                                   |                   |                 |             |
| 44 | 5          | «Слово на букву «П» «The F Word»                     | Тони Клак                         | Рейчел Ромберг    | 31 марта 2000   | 405         |
| Мистер О’Нил даёт задание по своего рода «стресс-менеджменту»: ученикам следует выбрать заведомо невыполнимую задачу, провалить её и сделать из поражения выводы. Кевин и Бритни самонадеянно хотят провалить превращение себя в непопулярных, но им это прекрасно удаётся, когда Кевин приводит команду к поражению, а Бритни начинает доводить подруг умными разговорами о несправедливости миропорядка. Джейн пытается стать «обычной», модно одевается и даже попадает в черлидерши, вместо Бритни, но не выдерживает издевательства над собой и таким образом выполняет задание. Только Дарья, как всегда, на высоте — она «проваливает» задачу удержать Квин от похода на воскресную распродажу таким образом, что к Квин оказывается приставлен в качестве «воспитателя» сам О’Нил, испортив, таким образом, и весь шоппинг, и его выходные, и подростковый авторитет Квин. |            |                                                      |                                   |                   |                 |             |
| 45 | 6          | «Я ненавижу парад» «I Loathe a Parade»               | Гай Мур                           | Дэн Веббер        | 7 апреля 2000   | 406         |
| Дарья получила возможность шантажом вытянуть у отца, запертого в туалете без бумаги, деньги, для этого ей нужно лишь быстро сбегать в супермаркет, но на улице она оказывается отрезана от дома шагающим школьным парадом. В поисках возможности проскочить она натыкается на Тома, который ищет Джейн, на семилетнего Гапти, который ищет родителей, и проводит весь день на параде, в результате разговорившись с Томом и найдя в нём «родственную душу». |            |                                                      |                                   |                   |                 |             |
| 46 | 7          | «О человеческих узах» «Of Human Bonding»             | Пат Смит                          | Энн Д. Бернштейн  | 14 апреля 2000  | 407         |
| На выходные Дарья уезжает с отцом на некую встречу, которая якобы может помочь его агонизирующей карьере. Квин остаётся с матерью. Наконец-то им выпадает шанс пообщаться и добиться хоть какого-то взаимопонимания, что выливается в несколько комичных ситуаций, впрочем, ничего особо нового в плане раскрытия характера не несущих — попытки Хелен влиться в молодёжную среду и комплексы Джейка уже не раз раскрывались. |            |                                                      |                                   |                   |                 |             |
| 47 | 8          | «Психотерапия» «Psycho Therapy»                      | Тони Клак                         | Нина Бебер        | 28 июня 2000    | 408         |
| Хелен с семьёй отправилась в «санаторий», а точнее — на психологический тест в условиях стационара, который не только (и не столько) должен помочь семье решить свои проблемы, сколько выяснить, насколько кандидатура Хелен подходит для дальнейшего карьерного продвижения. Дарья разыгрывает психологов, изображая в анкете сумасшедшую, затем даёт на все вопросы издевательские ответы. Молодой врач долго пытается докопаться до каких-то стрессов, которое она якобы спрятала за этой ширмой, и приходит в результате в восхищение от её стального характера. Тем временем, остальные врачи, с одной стороны, помогают её родителям добиться взаимопонимания (с некоторым успехом) и составляют психологический портрет Хелен (тут их усилия намного результативнее). В итоге родители скандалят, но выясняют отношения, Дарья очаровала очередного интеллигента, Квин опять подействовала всем на нервы, а работодатель Хелен в восторге от того, какой о ней дали страшный отзыв и считает такого монстра идеальным адвокатом. |            |                                                      |                                   |                   |                 |             |
| 48 | 9          | «Торговый центр тьмы» «Mart of Darkness»             | Гай Мур                           | Рейчел Ромберг    | 5 июля 2000     | 409         |
| В результате стечения обстоятельств пол-класса случайно оказывается в мелкооптовом магазине, что приводит к забавным встречам и комичным ситуациям, иногда интригующим (погоня Джейн и Дарьи за таинственно исчезающей продавщицей), иногда откровенно примитивно-клоунским (ДеМартино, потерявший самоконтроль на раздаче бесплатных сырных палочек и подравшийся из-за них с миссис Йохансен, у которой перед едой самоконтроля никогда и не было). Заодно раскрывается нарастающее напряжение между Джейн и Томом и нарастающее понимание Дарьей Тома. |            |                                                      |                                   |                   |                 |             |
| 49 | 10         | «Легенды пешеходных улиц» «Legends of the Mall»      | Пат Смит                          | Питер Элуэлл      | 12 июля 2000    | 410         |
| Джейк едет с Дарьей, Джейн и Трентом искать заблудившуюся в городе Квин с остальным Модным Клубом. И те, и другие в процессе рассказывают страшные истории — про девочку, которая так похудела, что стала греметь костями, про учителя со стальной челюстью, который преследует учеников и пытается выгрызть их из машин, и, напоследок, Джейн дразнит Дарью историей про ботанку, которая была такая незаметная, что никто не спохватился, когда её забетонировали живьём в построенном в разгар холодной войны частном бомбоубежище. Заканчивается серия попаданием Хелен в лёгкое ДТП. Судя по тому, что после этой серии Хелен сменила машину — ДТП действительно произошло, а судя по тому, что в качестве причины ДТП выставлена стальная учительская челюсть — описание его довольно далеко от правдивого и само уже тянет на четвёртую мини-историю. |            |                                                      |                                   |                   |                 |             |
| 50 | 11         | «Долбанутые ангелом» «Groped by an Angel»            | Тони Клак                         | Джонатан Гринберг | 19 июля 2000    | 411         |
| Квин, удачно избежав падения на голову смонтированной криворуким папашей люстры, ударяется в суеверия. Ей кажется, что за ней присматривает ангел-хранитель, причём разменивающийся на очевидную ерунду, и каждое мелкое везение укрепляет её в этом, несмотря на все усилия Дарьи, причём «мода на ангелов» распространяется и на Модный Клуб. Впрочем, Дарья знает, что теория вероятностей рано или поздно возьмёт своё — серия таких же мелких (но в масштабе Квин катастрофических) неудач разочаровывает Квин настолько, что Дарье приходится даже участвовать в непростой процедуре её утешения, из которой сама Дарья выносит некоторый опыт снисходительного отношения к чужим заблуждениям. |            |                                                      |                                   |                   |                 |             |
| 51 | 12         | «Пожар!» «Fire!»                                     | Гай Мур                           | Пегги Николль     | 26 июля 2000    | 412         |
| Впавший в очередную истерику Джейк роняет на плиту бумажное полотенце. Пока в доме красят закопчённые мелким пожаром потолки, Моргендорфферы живут в гостинице — кроме Дарьи, которая сбегает пожить к Джейн и там непроизвольно настолько переманивает к себе Тома, что Джейн впервые(?) с ней из-за этого скандалит. Тем временем Квин встречается с мелким хакером-жуликом, который делает ей дорогие знаки внимания за счёт отеля, в результате чего «парочка» оказывается в полиции — он как обвиняемый, она скорее как свидетель, но неприятность всё равно получается ощутимая. |            |                                                      |                                   |                   |                 |             |
| 52 | 13         | «Покрась меня нежно» «Dye! Dye! My Darling»          | Карен Дишер, Пат Смит и Тед Стерн | Гленн Эйхлер      | 2 августа 2000  | 413         |
| Джейн хочет раскрасить волосы «под тигрицу» и привлекает к процессу Дарью. Джейн последние несколько серий ведёт себя несносно, придирается к людям по мелочам и требует от них невозможного, что достигает кульминации в попытке привлечь Дарью к столь чуждой ей процедуре. Сотворив над шевелюрой подружки не поддающийся описанию кошмар, Дарья выслушивает истерику подруги, перемежающуюся обвинениями в том, что она изуродовала её специально, чтобы отбить Тома. Согласившись поговорить с Томом, чтобы напомнить ему, что только дружба с Джейн поддерживает её в мире, где для остальных она — аутсайдер, и потому они должны щадить её чувства и держаться друг от друга подальше, Дарья не выдерживает и отвечает на поцелуи Тома. Дарья понимает, что это конец её дружбе с Джейн, но всё равно признаётся подруге и принимает последовавший за этим разрыв. |            |                                                      |                                   |                   |                 |             |

### Пятый сезон (2001)
Переходом от событий четвёртого сезона, где подруги Дарья и Джейн поругались, служит полнометражный фильм «А скоро осень?», по итогам которого они восстанавливают свою дружбу, и Джейн примиряется с тем, что Том становится парнем Дарьи.
| № общий | № в сезоне | Название                                       | Режиссёр                               | Автор сценария               | Дата премьеры   | Произв. код |
| --- | ---------- | ---------------------------------------------- | -------------------------------------- | ---------------------------- | --------------- | ----------- |
| 53 | 1          | «Ошипученные» «Fizz Ed»                        | Карен Дишер                            | Гленн Эйхлер                 | 19 февраля 2001 | 501         |
| Школьный бюджет сокращён, его не хватает на пособия, но директриса не согласна сокращать финансирование мер безопасности. Вместо этого школа заключает рекламный контракт с фирмой, производящей «Ультра-колу». Школа заставлена автоматами и рекламой, даже учебные пособия рекламируют газировку. Дарье не нравится такое отвлечение от учебного процесса, но она не находит понимания ни у школьного актива, ни в надзорных инстанциях. Мисс Ли сходит с ума из-за стараний обеспечить требуемые контрактом объёмы потребления напитка, и присланная управлением проверка застаёт её, когда она начинает вскрывать торговые автоматы пожарным топориком и её, к вящей радости Дарьи, ловят санитары. |            |                                                |                                        |                              |                 |             |
| 54 | 2          | «Грустная годовщина» «Sappy Anniversary»       | Гай Мур                                | Энн Д. Бернштейн             | 26 февраля 2001 | 502         |
| Дурной пример Квин иногда бывает заразителен и для её разумной сестры: наслушавшись её речей, Дарья пытается сердиться на Тома за то, что он забыл о годовщине их встречи (о которой забыла и сама Дарья). Джейк пытается устроиться на работу в IT-отрасль, в которой ничего не смыслит, и внезапно оказывается ценен в ней в качестве эталонного т. н. «ламера», на котором можно пробовать разработки, и выбирает между унижением и потерей работы. Том пеняет Дарье за её сварливость, и отношения продолжаются. |            |                                                |                                        |                              |                 |             |
| 55 | 3          | «Толстая как я» «Fat Like Me»                  | Тед Стерн                              | Пегги Николль                | 5 марта 2001    | 503         |
| Дарья и Джейн развлекаются, споря на деньги за исход различных событий. Сэнди потребовала ужесточить требования к весу членов модного клуба, но сама растолстела из-за неподвижности во время перелома, и исключает себя из него, заставив уйти и Квин. Клуб начинает агонизировать. Джейн решила отыграться и поспорить с Дарьей на развал клуба, и теперь они обе провоцируют неразумных девиц, добиваясь каждая своей победы. Дарья побеждает, убедив Квин заставить Сэнди восстановить физическую форму. Это, пожалуй, самое плотное (и самое забавное) взаимодействие между героинями и Модным Клубом, доселе усиленно избегавшими друг друга. Рефреном через серию проходят сценки с просто-таки непристойно обжирающейся Дарьей, поглощающей мороженое буквально килограммами и выманивающей у отца огромный бургер, и, к бешенству и зависти Квин, организм Дарьи перерабатывает всё без малейших последствий для её талии. |            |                                                |                                        |                              |                 |             |
| 56 | 4          | «Страх лагеря» «Camp Fear»                     | Пат Смит                               | Джонатан Гринберг            | 12 марта 2001   | 504         |
| Родители отправляют Дарью и Квин на встречу бывших воспитанников детского летнего лагеря «Гризли». У Дарьи от него плохие воспоминания: её заставляли развлекаться, когда она предпочитала читать «Скотный двор», Квин отказывалась называть её сестрой, её называли «эта странная девочка» и никто с ней не дружил. Дарья объясняет старой знакомой из лагеря, Амалии, которая ещё тогда мечтала с ней подружиться, что считает вожатого лагеря, оставшегося с тех времён и по-прежнему заставлявшего всех развлекаться, самозванцем, которому не следует подчиняться, если не хочется, и та отнимает у вожатого микрофон и произносит пламенную речь, ставя Дарью в пример, несмотря на её социофобию, за твёрдый характер, ум и независимость. Происходит бунт, все скидывают футболки с символикой лагеря и забрасывают ими надоевшего им вожатого. Тем временем Трент в поисках вдохновения пытается найти у местных сельских жителей некую «вековую мудрость», но находит только изрядный запас скудоумия, которое, впрочем, тоже становится источником нового творчества, а Квин встречает старых подруг, разбалтывает свои старые грехи и ссорится с ними. |            |                                                |                                        |                              |                 |             |
| 57 | 5          | «История Д» «The Story of D»                   | Гай Мур                                | Жаклин Рейнголд              | 19 марта 2001   | 505         |
| Дарья пишет очередной рассказ, откровенно слабенький, но показавшийся Тому интересным. По его настоянию она отправляет его в журнал, «в котором и похуже муть печатают», причём О’Нил застаёт её за отправкой и разбалтывает на всю школу, что её будто бы уже напечатали. Однако, рассказ бракуют, и Дарью из-за преждевременно раструбившего славу О’Нила в школе называют хвастуньей. Тем не менее, редакция очень заинтересовалась Дарьей, её сочли перспективной. |            |                                                |                                        |                              |                 |             |
| 58 | 6          | «Удачная забастовка» «Lucky Strike»            | Тед Стерн                              | Питер Элуэлл                 | 26 марта 2001   | 506         |
| Учителя бастуют, требуя повышения зарплаты. Директор пытается сорвать стачку, набрав им на замену полумаразматическую бабку, педофила и прочий сброд, а Трент, Дарья и Джейн помогают учителям. Хелен заставляет изгнать педофила, после чего директор вынужден предложить вести литературу Дарье. Той не хочется быть штрейкбрехером, но её привлекла возможность помучить Квин. Квин приходится поступаться идеалами Модного Клуба и прилежно учиться. Сёстры выясняют отношения, и Квин наконец перестаёт открещиваться от родства, хотя Квин приходится шантажировать Сэнди старыми фотографиями, где она носит брекеты, для защиты от травли с её стороны. В конце концов Демартино берёт директрису измором: не выдержав пытки бессонницей, та в полуобмороке подписывает новые трудовые договоры и засыпает на столе рядом с самим ДеМартино. |            |                                                |                                        |                              |                 |             |
| 59 | 7          | «Горение искусства» «Art Burn»                 | Пат Смит                               | Дэн Веббер                   | 2 апреля 2001   | 507         |
| У Лейнов ломается старая гнилая беседка, которой, как Джейн и Трент по ошибке подумали, родители очень дорожат. Джейн зарабатывает на ремонт, изготовляя копии классических картин на продажу, и из-за этого начинает деградировать как художница, теряя творческое начало. В конце концов «креативность» девушки прорывается в фантазиях на тему дальнейшей судьбы этих картин, одна из которых оказывается у Тейлоров, Дарья и Джейн заходят к Бриттани и выслушивают довольно нелестную оценку «поточной» работы Джейн, после чего она бросает «бизнес». Тем временем Модный Клуб тоже оказывается связан с искусством: заказав на ярмарке групповой шарж, три самовлюблённые девочки пытаются засудить художника, не имея никаких оснований, и терпят соответствующего масштаба фиаско. Только более адекватная Стейси утаскивает «под шумок» у подружек шаржик, на самом деле довольно милый, и оставляет его себе. |            |                                                |                                        |                              |                 |             |
| 60 | 8          | «Один Джей за раз» «One J at a Time»           | Гай Мур                                | Рон Корчилло и Эй Джей Пулин | 21 мая 2001     | 508         |
| Квин пытается выбрать постоянного парня. Никогда до этого не имев действительно серьёзных отношений, она пытается ориентироваться на Дарью. Ощутив удобство этого момента, Дарья безжалостно мстит сестре за прошлые унижения, подкидывая ей такие «примеры» отношений, что от попыток Квин их повторить все три Джея по очереди в ужасе сбегают. Мать мягко пеняет Дарье за её «розыгрыш»… «бессмысленный и беспощадный». |            |                                                |                                        |                              |                 |             |
| 61 | 9          | «Прошлые жизни Лейнов» «Life in the Past Lane» | Тед Стерн                              | Энн Д. Бернштейн             | 28 мая 2001     | 509         |
| Джейн встречается с парнем — поклонником ретро. |            |                                                |                                        |                              |                 |             |
| 62 | 10         | «Семейные разборки» «Aunt Nauseam»             | Пат Смит                               | Жаклин Рейнголд              | 4 июня 2001     | 510         |
| Сестра дарьиной мамы, Рита, пытается разобраться с разводом дочери, и уговаривает Хелен быть адвокатом этого процесса. Вопреки ожиданиям, процесс оказывается сложным, и Хелен проявляет недовольство. Рита на некоторое время поселяется у Моргендорфферов, и сёстры, как всегда, начинают ссориться. Отец Дарьи, Джейк, сбегает из дома. Дарья приглашает тётю Эми, как самую благоразумную из всех, помирить их, но та тоже включается в ссору. Положение спасают Дарья и Квин, разыграв перед мамой и тётями их претензии друг к другу в лицах. |            |                                                |                                        |                              |                 |             |
| 63 | 11         | «Соперники» «Prize Fighters»                   | Гай Мур                                | Нина Бебер                   | 11 июня 2001    | 511         |
| У Моргендорфферов недостаточно денег для учёбы Дарьи в колледже, ей приходится искать стипендию. Она отправляет грантодателю эссе про то, что можно изменить в мире к лучшему, с предложением отменить деньги. Тот принимают его за шутку и пропускают её в следующий тур вместе с Джоди и Тошнотиком. Все готовы ради победы поступиться всем, чем только можно: Джоди согласна работать в компанией с расистской и сексистской репутацией, Тошнотик подкупает грантодателя товарами своего интернет-магазина, а Дарья пытается опорочить грантодателя перед Джоди и соглашается пройти тренинг по прохождению собеседований. В финале Дарья решает не поступаться принципами и отвечать честно, и её отсеивают вместе с остальными. |            |                                                |                                        |                              |                 |             |
| 64 | 12         | «Моя ночь с Дарьей» «My Night at Daria’s»      | Тед Стерн                              | Пегги Николль                | 18 июня 2001    | 512         |
| Том, читая заданного ему Канта, случайно засыпает у Дарьи, и все думают, что у них был секс. Дарья, будучи в ужасе от такого интереса к себе со стороны окружающих, одновременно переводит внимание сплетников на Квин и колеблется между желанием перевести их отношения с Томом в новую стадию и боязнью всё испортить, в то время как Том готов поддержать её в любом её решении. Джейк в суши-баре подхватывает паразита, который по словам Дарьи "Вырастает до пяти метров, а потом вырывается наружу, разрывая жизненно важные органы", но хозяин заведения, во-первых, его товарищ по училищу, во-вторых, предлагает ему контракт по консультированию. |            |                                                |                                        |                              |                 |             |
| 65 | 13         | «Дарья в коробке» «Boxing Daria»               | Энтони Дэвис, Карен Дишер и Том Марсен | Гленн Эйхлер                 | 25 июня 2001    | 513         |
| Моргендорфферы покупают новый холодильник, и оставляют коробку от него на заднем дворе. Коробка вызывает у Дарьи воспоминания о том, как она играла в такой коробке в детстве и она не даёт её выбросить, желая разобраться в своей жизни и заставить родителей вспомнить, как они ссорились из-за того, что Дарья плохо ладит с другими детьми. Квин поддерживает сестру. После многих странных и противоречивых поступков Дарьи и её неудачной попытки уехать к Тому родители рассказывают Дарье о том тяжёлом для них времени и уверяют Дарью, что они никогда не воспринимали её как обузу, и готовы и дальше поддерживать её в жизни. |            |                                                |                                        |                              |                 |             |

## Полнометражные мультфильмы
| Название | Режиссёр              | Автор сценария               | Дата премьеры   |
| --- | --------------------- | ---------------------------- | --------------- |
| «А скоро осень?» «Is It Fall Yet?» | Карен Дишер и Гай Мур | Гленн Эйхлер и Пегги Николль | 27 августа 2000 |
| Дарья и её одноклассники проводят летние каникулы. Дарья и её учителя - мистер Демартино и мистер О’Нил работают вожатыми в детском лагере. Дарья сталкивается с очень интересным воспитанником — Линком, который недоволен тем, «что мама развелась с отцом, считая его козлом, а потом вышла замуж за ещё большего козла». Мистер Демартино пытается в лагере обрести желание преподавать, а мистер О'Нил старается психологически работать с детьми, не обращая внимания на то, что дети хотят играть на улице и купаться в жару. Квин сдаёт тест для колледжа, но выясняет, что набранных ею баллов не хватит для поступления. Она принимает решение нанять репетитора. Девочки из Модного Клуба сначала пытаются высмеять Квин, но затем тоже нанимают себе того же репетитора. Из всех четверых только Квин благополучно подтягивает свои знания (от остальных членов Модного Клуба репетитор отказался сам). Джейн едет в летний лагерь для художников, где понимает, что если Дарья и может устроить неприятный сюрприз, то остальные люди, в том числе в её среде — ещё более невыносимы и непредсказуемы в отрицательную сторону. Этот мультфильм выполняет функцию «четвёртого с половиной» сезона, описывая жизнь героев после скандала вокруг Тома и примирение неразлучных подруг. Некоторый диссонанс с сериалом составляет несвойственная Дарье беспомощность перед удачными попытками матери испортить ей лето. |                       |                              |                 |
| «А скоро колледж?» «Is It College Yet?» | Карен Дишер           | Гленн Эйхлер и Пегги Николль | 21 января 2002  |
| Хелен устраивает Квин на работу, чтобы она почувствовала цену деньгам и не делала неразумно дорогие покупки. Квин стала официанткой и подружилась со студенткой, имеющей проблемы с алкоголем. По совету Дарьи она честно говорит с ней о её проблеме, и это лишь укрепляет их дружбу. Дарья и её одноклассники заняты поступлением в колледж. Джоди прошла конкурс в два колледжа, в один из которых её хотят пристроить родители, в другой хочет она сама, потому что думает, что в нём она сможет почувствовать себя самой собой, но не может решиться рассказать родителям о своей мечте. В конце-концов родители решают не препятствовать дочери. Дарья пытается благодаря своим отличным оценкам поступить в тот же престижный колледж, что и Том, но его берут, по его словам, «традиционно, благодаря взяткам и знакомствам», а её — нет. Джейн проваливается в два колледжа из-за плохих оценок, и решает попытаться начать карьеру художника без образования, но Дарья уговаривает её отослать своё портфолио в художественную академию, если Дарья согласится разрешить Тому через родителей составить ей протекцию в его колледж. Протекция родителей Тома не помогла, и Дарья, решив, что жизнь будет разводить их с Томом всё дальше и дальше, решает расстаться с ним. Зато Джейн взяли в академию, и теперь они с Дарьей будут учиться в одном городе. Директор школы неожиданно, несмотря на полное неучастие Дарьи в общественной жизни школы, решила отметить её на выпускном собрании за выдающиеся оценки, и та произносит речь, примиряющую её со школой. |                       |                              |                 |